# Marker Rock
Der Marker Rock (von englisch marker ‚Anzeiger, Markierung‘) ist ein Klippenfelsen vor der Graham-Küste des Grahamlands auf der Antarktischen Halbinsel. In der Gruppe der Saffery-Inseln ragt er 2,5 km nordnordwestlich von Turnabout Island aus dem Meer.
Teilnehmer der British Graham Land Expedition (1934–1937) unter der Leitung des australischen Polarforschers John Rymill kartierten ihn. Das UK Antarctic Place-Names Committee benannte ihn 1959 so, weil er eine Landmarke für die Schiffspassage durch die Saffery-Inseln darstellt.